# باشگاه فوتبال گوموش‌خانه‌اسپور
باشگاه فوتبال گوموش‌خانه‌اسپور (به لاتین: Gümüşhanespor) یک تیم فوتبال در ترکیه است.